# Plate-formes Stellantis North America
Le groupe Chrysler a développé ses voitures sur des plates-formes nommées par des lettres. Elles sont répertoriées ci-dessous.

## Voitures à propulsion
| Plate-forme | Années    | Segment             | Imperial             | Chrysler                                         | Dodge                                     | Plymouth                                       | Illustration               |
| ----------- | --------- | ------------------- | -------------------- | ------------------------------------------------ | ----------------------------------------- | ---------------------------------------------- | -------------------------- |
| A           | 1960–1977 | Berline compacte    | -                    | -                                                | Dart Demon Lancer                         | Barracuda Duster Scamp Valiant                 | Dodge Lancer 1962          |
| B           | 1962–1979 | Berlines familiales | -                    | 300 Cordoba                                      | Charger Coronet Dart Magnum Monaco Polara | Belvedere Fury GTX Road Runner Satellite Savoy | Dodge Charger 1969         |
| C           | 1965–1978 | Routières           | Imperial (1967-1975) | 300 New Yorker Newport Town and Country          | Monaco Polara 880                         | Fury Gran Fury VIP                             | Dodge Royal Monaco 1976    |
| D           | 1957–1966 | Routières           | Imperial             | -                                                | -                                         | -                                              | Chrysler Imperial 1962     |
| E           | 1970–1974 | Coupé               | -                    | -                                                | Challenger                                | Barracuda                                      | Dodge Challenger 1970      |
| F           | 1976–1980 | Compacte            | -                    | -                                                | Aspen                                     | Duster Road Runner Volaré                      | Dodge Aspen 1978           |
| M           | 1977–1989 | Berline familiale   | -                    | LeBaron Fifth Avenue New Yorker Town and Country | Diplomat                                  | Gran Fury                                      | Chrysler Fifth Avenue 1984 |
| R           | 1979–1981 | Routière            | -                    | Newport New Yorker                               | St. Regis                                 | Gran Fury                                      | Dodge St. Regis 1980       |
| J           | 1980–1983 | Coupé               | -                    | Cordoba Imperial                                 | Mirada                                    | -                                              | Chrysler Cordoba 1980      |
| SR          | 1992–2002 | Voiture de sport    | -                    | -                                                | Viper                                     | -                                              | Dodge Viper 1993           |
| PR          | 1997–2002 | Voiture de sport    | -                    | Prowler                                          | -                                         | Prowler                                        | Plymouth Prowler 1999      |
| LX/LD       | 2005–2023 | Routière            | -                    | 300                                              | Magnum Charger                            | -                                              | Chrysler 300C 2007         |
| ZH          | 2005–2008 | Voiture de sport    | -                    | Crossfire                                        | -                                         | -                                              | Chrysler Crossfire 2006    |
| LC          | 2008–2014 | Voiture de sport    | -                    | -                                                | Challenger                                | -                                              | Dodge Challenger 2010      |
| ZB          | 2003–2010 | Voiture de sport    | -                    | -                                                | Viper                                     | -                                              | Dodge Viper SRT-10         |
| ZD          | 2013–2017 | Voiture de sport    | -                    | -                                                | SRT Viper                                 | -                                              | SRT Viper                  |
| LA          | 2015–2023 | Voiture de sport    | -                    | -                                                | Challenger                                | -                                              | Dodge Challenger 2015      |

## Voitures à traction avant
| Plate-forme | Années    | Segment                     | Chrysler                                       | Dodge                         | Plymouth                       | Eagle   | Jeep            | Illustrations                    |
| ----------- | --------- | --------------------------- | ---------------------------------------------- | ----------------------------- | ------------------------------ | ------- | --------------- | -------------------------------- |
| L           | 1978–1990 | Citadine                    | -                                              | Omni Omni 024 Charger Rampage | Horizon Omni TC3 Turismo Scamp | -       | -               | Plymouth Horizon 1990            |
| K           | 1981–1989 | Berline familiale           | LeBaron Voyager Executive                      | Aries 400                     | Reliant                        | -       | -               | Dodge 400 1985                   |
| E           | 1983–1988 | Berline familiale           | New Yorker New Yorker Turbo E-Class            | 600                           | Caravelle                      | -       | -               | Chrysler E-Class 1983            |
| S           | 1984–1990 | Monospace                   | Voyager (Europe) Town And Country              | Caravan                       | Voyager                        | -       | -               | Chrysler Voyager 1988            |
| G           | 1984–1993 | Voiture de sport            | Laser                                          | Daytona                       | -                              | -       | -               | Chrysler Laser 1985              |
| H           | 1985–1989 | Berline familiale           | LeBaron GTS LeBaron                            | Lancer                        | -                              | -       | -               | Chrysler LeBaron 1988            |
| P           | 1987–1994 | Voiture compacte            | -                                              | Shadow                        | Sundance Duster                | -       | -               | Dodge Shadow 1990                |
| J           | 1987–1995 | Coupé                       | LeBaron                                        | -                             | -                              | -       | -               | Chrysler LeBaron 1990            |
| B           | 1988–1992 | Berline familiale           | -                                              | Monaco                        | -                              | Premier | -               | Eagle Premier 1990               |
| C           | 1988–1993 | Berline familiale           | New Yorker                                     | Dynasty                       | -                              | -       | -               | Chrysler New Yorker 1990         |
| AA          | 1989–1995 | Berline familiale           | LeBaron Saratoga (Europe)                      | Spirit                        | Acclaim                        | -       | -               | Dodge Spirit R/T                 |
| Q           | 1989–1991 | Cabriolet                   | TC by Maserati                                 | -                             | -                              | -       | -               | Chrysler TC by Maserati          |
| D           | 1990–1994 | Voiture de sport            | -                                              | -                             | Laser                          | Talon   | -               | Eagle Talon                      |
| Y           | 1990–1993 | Routière                    | New Yorker Fifth Avenue Imperial               | -                             | -                              | -       | -               | Chrysler New Yorker Fifth Avenue |
| AS          | 1991–1995 | Monospace                   | Voyager (Europe) Town And Country              | Caravan                       | Voyager                        | -       | -               | Plymouth Grand Voyager           |
| LH          | 1993–2004 | Routière                    | New Yorker Concorde LHS 300M                   | Intrepid                      | -                              | Vision  | -               | Chrysler LHS                     |
| PL          | 1995–2005 | Voiture compacte            | Neon (Europe)                                  | Neon                          | Neon                           | -       | -               | Dodge Neon                       |
| JA          | 1995–2000 | Berline familiale           | Cirrus Stratus (Europe)                        | Stratus                       | Breeze                         | -       | -               | Chrysler Cirrus                  |
| FJ          | 1995–2000 | Coupé                       | Sebring Coupé                                  | Avenger                       | -                              | Talon   | -               | Dodge Avenger                    |
| NS          | 1996–2000 | Monospace                   | Voyager (Europe) Town And Country              | Caravan                       | Voyager                        | -       | -               | Chrysler Grand Voyager           |
| JX          | 1996–2000 | Cabriolet                   | Sebring Convertible Stratus Cabriolet (Europe) | -                             | -                              | -       | -               | Chrysler Stratus cabriolet       |
| ST          | 2001–2005 | Coupé                       | Sebring Coupé                                  | Stratus II Coupé              | -                              | -       | -               | Chrysler Sebring Coupe           |
| JR          | 2001–2006 | Berline familiale Cabriolet | Sebring Cabriolet Sebring                      | Stratus II                    | -                              | -       | -               | Chrysler Sebring Cabriolet       |
| PT          | 2001–2010 | Monospace compact           | PT Cruiser                                     | -                             | -                              | -       | -               | Chrysler PT Cruiser              |
| RS          | 2001–2007 | Monospace                   | Voyager (Europe) Town And Country              | Caravan                       |                                | -       | -               | Chrysler Voyager                 |
| CS          | 2003–2008 | Crossover                   | Pacifica                                       | -                             | -                              | -       | -               | Chrysler Pacifica                |
| JS          | 2007–2014 | Berline familiale Cabriolet | Sebring Cabriolet Sebring 200                  | Avenger                       |                                | -       | -               | Chrysler Sebring                 |
| PM/MK       | 2007–2017 | Compacte                    | -                                              | Caliber                       | -                              | -       | Patriot Compass | Dodge Caliber                    |
| RT          | 2008–2020 | Monospace                   | Voyager (Europe) Town And Country              | Caravan                       | -                              | -       | -               | Chrysler Voyager                 |
| JC          | 2009–2020 | Crossover                   | -                                              | Journey                       | -                              | -       | -               | Dodge Journey                    |
| PF          | 2013–2016 | Compacte                    | -                                              | Dart                          | -                              | -       | -               | Dodge Dart                       |
| KL          | 2014–2023 | SUV Compact                 | -                                              | -                             | -                              | -       | Cherokee        | Dodge Cherokee                   |
| UF          | 2015–2017 | Berline familiale           | 200                                            | -                             | -                              | -       | -               | Chrysler 200                     |
| BU          | 2015–     | Petit SUV                   | -                                              | -                             | -                              | -       | Renegade        | Jeep Renegade                    |
| RU          | 2017–     | Monospace                   | Pacifica                                       | -                             | -                              | -       | -               | Chrysler Pacifica                |
| MP          | 2017–     | SUV Compact                 | -                                              | -                             | -                              | -       | Compass         | Jeep Compass                     |
| STLA Medium | 2025–     | SUV Compact                 | Airflow                                        | -                             | -                              | -       | -               | Chrysler Airflow                 |

## Voir également
- Chrysler
- DeSoto
- Dodge
- Eagle
- Imperial
- Jeep
- Plymouth
- Liste des modèles Chrysler